# ماكي نيشياما
ماكي نيشياما (باليابانية: 西山茉希؛ بالكانا: にしやま まき) هي تارينتو وعارضة وممثلة يابانية، ولدت في 16 نوفمبر 1985 في ناغاوكا في اليابان.

## وصلات خارجية
- ماكي نيشياما على موقع IMDb (الإنجليزية)
- ماكي نيشياما على موقع قاعدة بيانات الفيلم (الإنجليزية)